# Константин Дмитриевич
Константи́н Дми́триевич (16 мая 1389—1434) — князь Углицкий (1427—1433). Младший (восьмой) сын Дмитрия Ивановича Донского.

## Биография
Родился (14 или 15 мая 1389), за четыре или за пять дней до смерти отца († 19 мая 1389). Крёстной матерью была Мария Михайловна — вдова московского тысяцкого Василия Васильевича Вельяминова.
Согласно завещанию отца на случай, если родится сын, его братья выделят ему небольшие части из своих уделов. Удел Константина много раз менялся в результате переделов между братьями, пока, наконец, за ним не утвердился Углич.

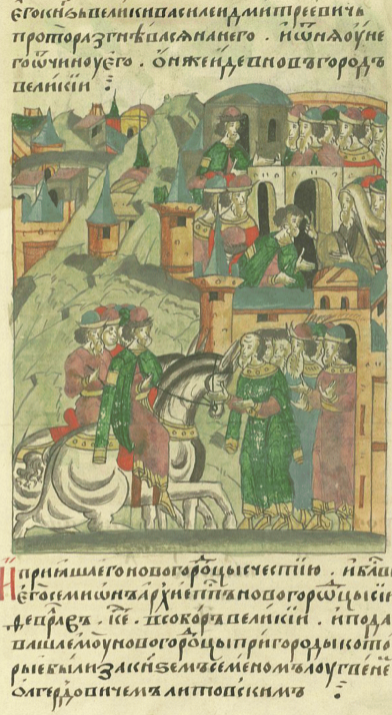
Князь Константин вступает в Новгород Великий

Великий князь Василий Дмитриевич отправил его в Псков по просьбе псковичей (1406), летописец замечает при этом, что князь Константин был хотя и молод, но «совершен умом». Военные предприятия его в войне псковичей с ливонцами были довольно успешны. Послан великим князем наместником в Новгород (1408). Когда псковичи «выпроводили» от себя своего прежнего наместника (1411), князя Александра Фёдоровича, то попросили себе Константина и он управлял и Новгородом и Псковом (1411-1414), после чего уехал в Москву.
Поссорившись (1419) со своим старшим братом, великим князем, который хотел его «подписать под сына своего Василия», Константин Дмитриевич не пожелал подчиняться и ушёл в Новгород, где был принят с честью, получил пригороды и особый денежный сбор — коробейщину, за что был лишён удела, его бояр арестовали, а сёла и имущество отписаны в казну (1420).
Пытаясь заручиться поддержкой, Константин Дмитриевич предложил мир магистру Ливонии со стороны Пскова и Великого Новгорода (август 1420).
Примирившись с братом, Константин Дмитриевич, богато одарённый новгородцами, приехал в Москву (1421). После смерти брата Василия Дмитриевича Константин Дмитриевич поддерживал его сына Василия II Темного в борьбе против второго своего брата Юрия Дмитриевича, против которого выступил и преследовал до Суры (1425). В 1429 г. ходил в поход на татар, опустошивших берега Волги.
Умер (конец 1433 или начало 1434), приняв иночество в Симоновом монастыре с именем Кассиана.
Согласно летописным известиям, Константин Дмитриевич был женат на неизвестной по происхождении Анастасии, все сведения о которой ограничиваются единственным летописным известием о её смерти в октябре 1419 года.  Некоторые родословные (например родословная князей Московских в Воскресенской летописи упоминают сына Константина Дмитриевича, Семёна (или Симеона), о котором не имеется никаких других свидетельств.

### Информация из жития Варлаама Хутынского
В Софийской II летописи, относящейся к первой половине XVI в. написано, что младший брат Василия I — Константин Дмитриевич — находился по поручению великого князя в Новгороде, где, «в болезнь лютую впадшу», он оказался на грани смерти. Будучи наслышанным о чудотворной силе мощей св. Варлаама, князь попросил доставить его к гробу святителя. Святой явил исцеление приложившемуся к его раке Константину Дмитриевичу и тот «яко же от некаего глубокаго сна возъбужашеся» По мнению А. Л. Новосёлова «летописец, размещая именно в этом месте сюжет об исцелении главным новгородским святым брата великого московского князя, имел целью духовное примирение сторон. Ведь московский князь Константин в 1407 г. воевал с немцами, которые угрожали и Пскову, младшему брату Новгорода. В следующем 1408 г. Константин станет наместником Новгорода и Пскова и пробудет им до 1414 г. Можно предположить, что исцеление Варлаамом Константина знаменует собой одобрение его кандидатуры наместника „высшей силой“, авторитетной для новгородцев».

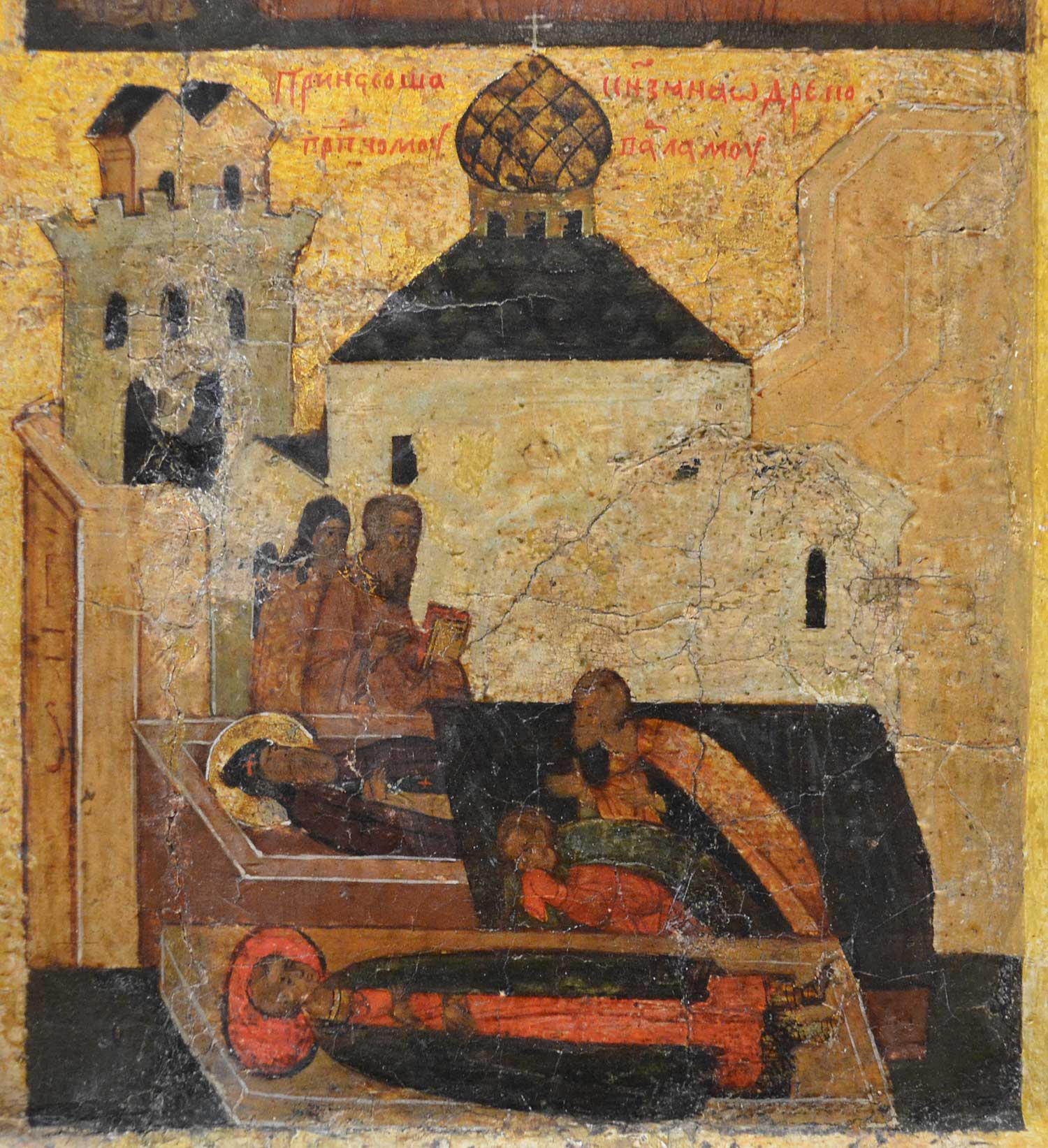
Исцеление князя Константина у гроба преподобного, клеймо 1
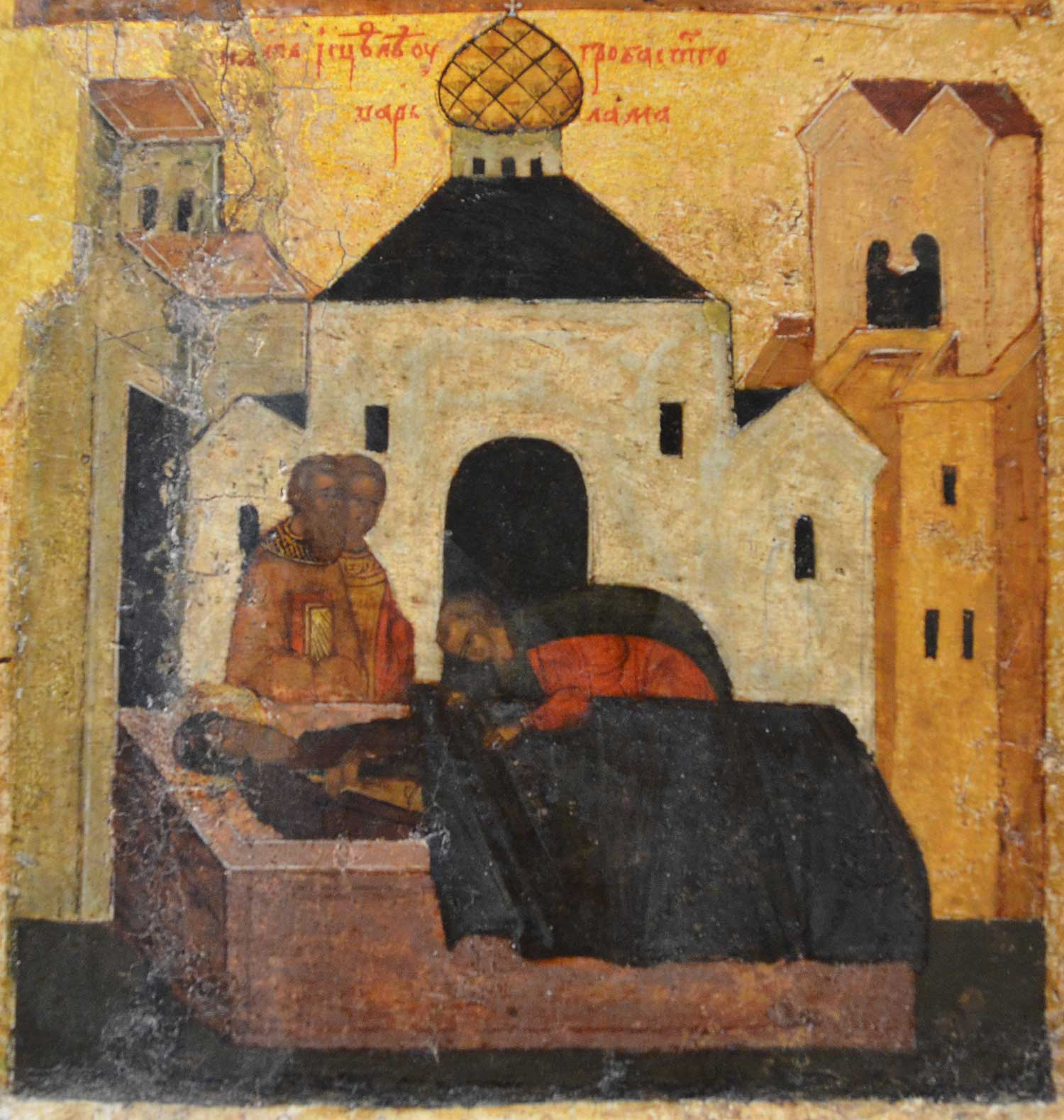
Исцеление князя Константина у гроба преподобного, клеймо 2
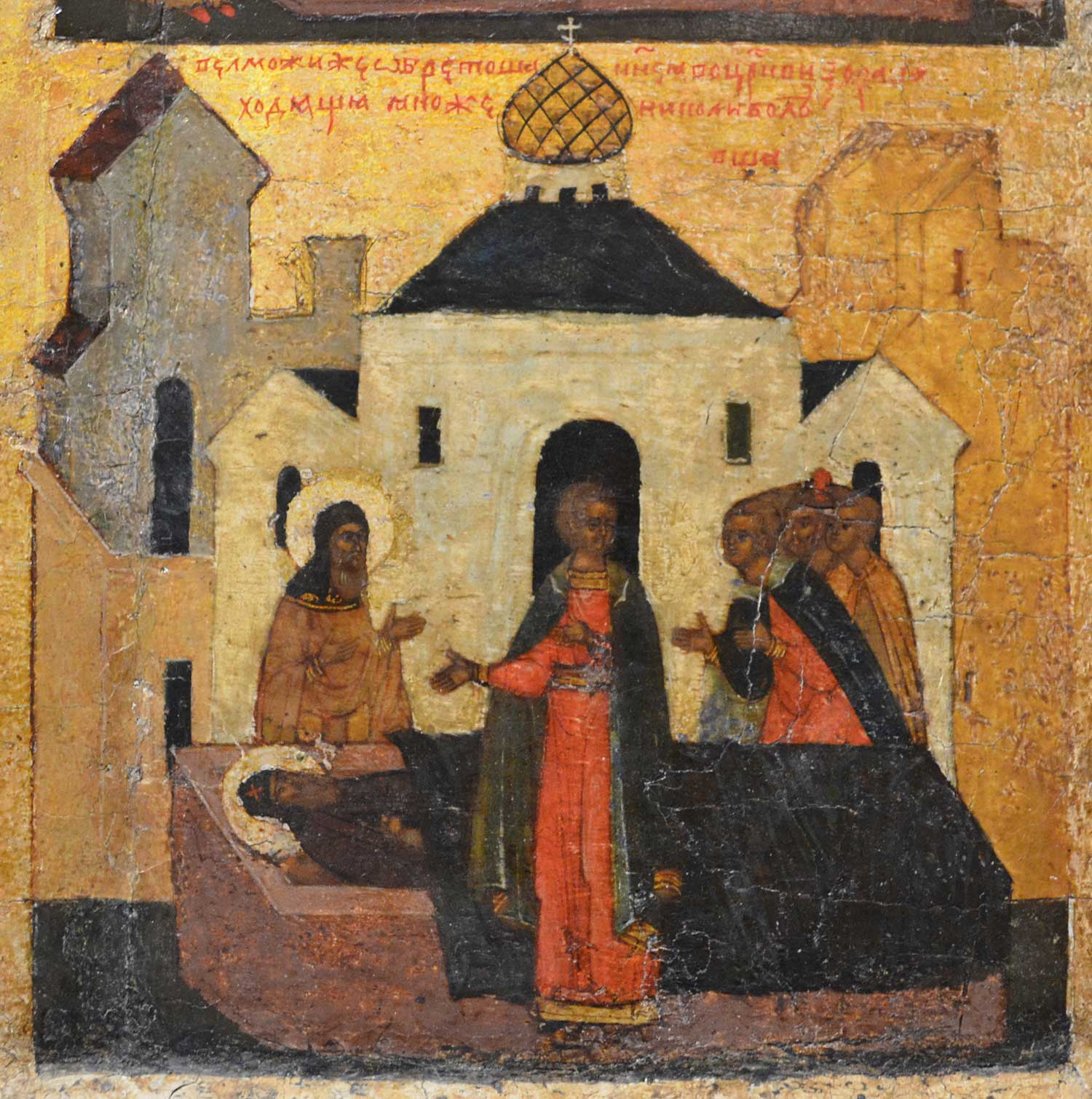
Исцеление князя Константина Дмитриевича, клеймо 3

## В культуре
- Персонаж романа Николая Полевого «Клятва при гробе Господнем. Русская быль XV века» (1832).